# Estudio ecológico (epidemiología)
Un estudio ecológico es un tipo de estudio epidemiológico basado en la población como unidad de estudio, en el que falta información sobre la relación en el individuo entre el factor de exposición y la enfermedad en la población en estudio.

## Tipos de estudios ecológicos
1. Estudio ecológico exploratorio.
2. Estudio con emigrantes.
3. Estudio ecológico de comparación.
4. Estudio ecológico de tendencias.
5. Estudio ecológico mixto

## Ventajas de un estudio ecológico
1. Son relativamente baratos y factibles, especialmente con datos secundarios obtenidos de bases de datos poblacionales. Es útil para seleccionar nuevas hipótesis.
2. Es útil para evaluar la efectividad de programas, intervenciones y políticas de salud en la población, especialmente cuando los efectos en el individuo (eficacia) no se prueban, pero son conocidos por investigaciones previas.
3. A veces sirven para identificar ciertos tipos de efectos que no se detectan en el individuo.

## Inconvenientes de un estudio ecológico
1. Falacia ecológica: Debido a que los grupos A no son totalmente homogéneos con respecto al estado de exposición, el realizar inferencias causales está limitado por la asociación que se realiza en el grupo más que en el individuo, es decir A no es correcto extrapolar datos de la población al individuo, por el diseño de este estudio.
2. Multicolinealidad: Es difícil separar los efectos observados de dos o más exposiciones.
3. Muchos datos A no están disponibles cuando están agregados en la población.
4. Ambigüedad temporal: A menudo A no se puede determinar si la exposición precede a la enfermedad.
5. En los estudios de tendencias es difícil separar las influencias de cambios en un intervalo corto de tiempo de las influencias de un intervalo grande de tiempo.

- Datos: Q295136